# Pierre Bertrand (peintre)
Pour les articles homonymes, voir Pierre Bertrand et Bertrand.
Pierre Philippe Bertrand, né le 5 mai 1884 à Lorient et mort à Paris le 9 novembre 1975, est un peintre français.

## Biographie
Il expose dès 1907 dans la plupart des Salons parisiens. Ses œuvres sont conservées, entre autres, au Musée du Luxembourg. Ses toiles les plus connues sont Le Bel Été, Le Port de la Rochelle et Portrait estival. 
Mobilisé lors de la Première Guerre mondiale, il est fait prisonnier. On lui doit alors des Lithos de guerre (Musée de la Guerre). Installé à l'île d'Yeu en 1926, il devient peintre officiel de la Marine en 1935 et est expulsé de l'île en 1939 par les troupes allemandes. Il se réfugie alors à Nantes.
Sa fille Nicole Bertrand est sculpteur.
Mort à Paris le 9 novembre 1975, il repose à l'île d'Yeu.